# جنگل‌های سوزنی‌برگ کوهستانی هیمالیای شرقی
جنگل‌های سوزنی‌برگ کوهستانی هیمالیای شرقی (به لاتین: Eastern Himalayan subalpine conifer forests) یک منطقهٔ مسکونی و جنگل در بوتان (کشور) است.